# 对薄荷烷
对薄荷烷是一种有机化合物，化学式为C10H20。它存在于刺柏、合子刺柏、过江藤等植物中。
它可由萜品油烯或柠檬烯的加氢催化反应制得。